# SAS in Istanboel
SAS in Istanboel is een spionageroman van auteur Gérard de Villiers en is het 1e deel uit de S.A.S.-reeks met als protagonist de Oostenrijkse prins en freelance CIA-agent Malko Linge.

## Het verhaal
Voor de kust van Turkije is in de Zee van Marmara is de Amerikaanse onderzeeboot Memphis op geheimzinnige wijze verdwenen. Midden in de Koude Oorlog verdenken de Amerikanen dat Russen achter deze verdwijning zitten en Malko vertrekt naar Turkije om de ware toedracht te achterhalen.
De Russen sturen echter de Turkse huurmoordenaar Elko Krisantem op Malko af om hem te elimineren. De huurmoordenaar is zeer bedreven in het gebruik van een wurgkoord. Gelukkig wordt Malko beschermd door Chris Jones en Milton Brabeck, geheim agenten in dienst van de CIA.
Waarom toont de gehele wereld interesse in een voormalig Sovjet olietanker, de Arkhangelsk? Het schip is ooit gezonken door een uitslaande brand aan boord. Wat bevindt zich aan boord van dit roestige oude scheepswrak en wat heeft de verdwijning van de Memphis hiermee te maken?

## Personages
- Malko Linge, Oostenrijkse prins en CIA-agent
- Elko Krisantem, Turks huurmoordenaar

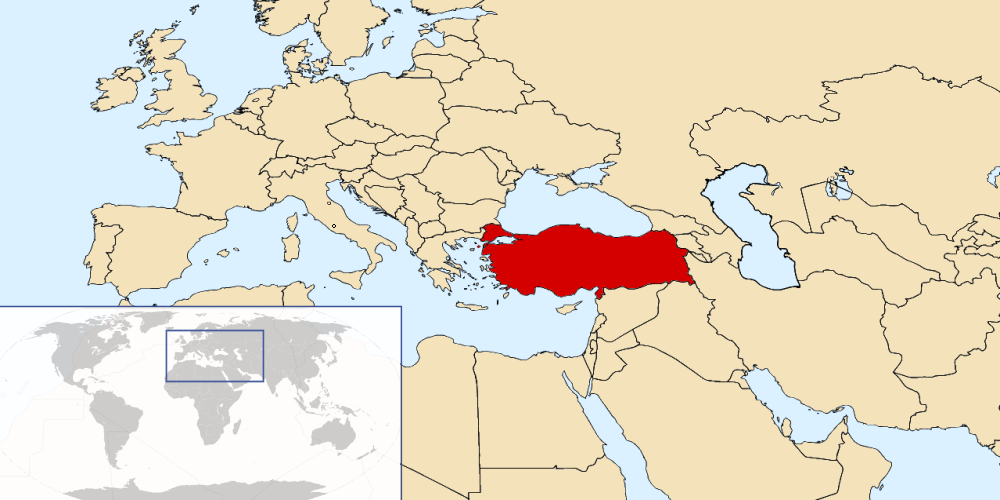
De ligging van Turkije in Europa en Azië.

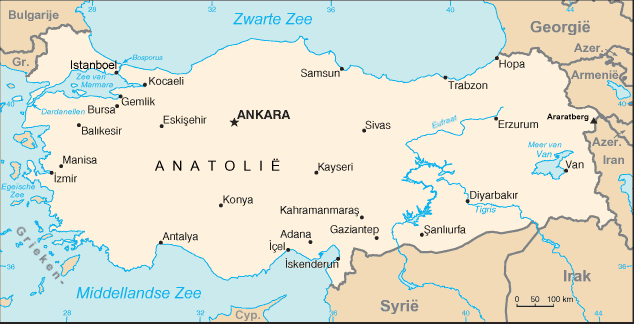
Kaart van Turkije.

- Chris Jones, CIA-agent
- Milton Brabeck, CIA-agent